# Antoni Cusidó i Cañellas
Antoni Cusidó i Cañellas (Sabadell, 7 de juny de 1861 - 3 d'abril de 1929) va ser un industrial tèxtil i regidor municipal de Sabadell.

## Biografia
Antoni Cusidó s'inicià en el món laboral treballant com a teixidor i acabà sent un destacat industrial tèxtil, ja que el 1911 va crear el vapor d'en Cusidó de la Creu Alta, una gran filatura de llana i cotó. Amb el seu cosí Fermí Ribera i Cañellas era soci de la firma Ribera & Cusidó, fundada el 27 de febrer de 1890 i dedicada a la fabricació de paper, cartró i llanes regenerades. La fàbrica estava situada a l'antic Molí de l'Amat.
Monàrquic de filiació maurista, el 29 de novembre de 1920 fou nomenat alcalde de Sabadell per reial ordre, en substitució de Pere Pascual Salichs. El nomenament, però, provocà una forta oposició dins el consistori municipal, de manera que va renunciar a l'alcaldia el 10 de desembre del mateix any. No va arribar, doncs, a prendre possessió del càrrec d'alcalde.

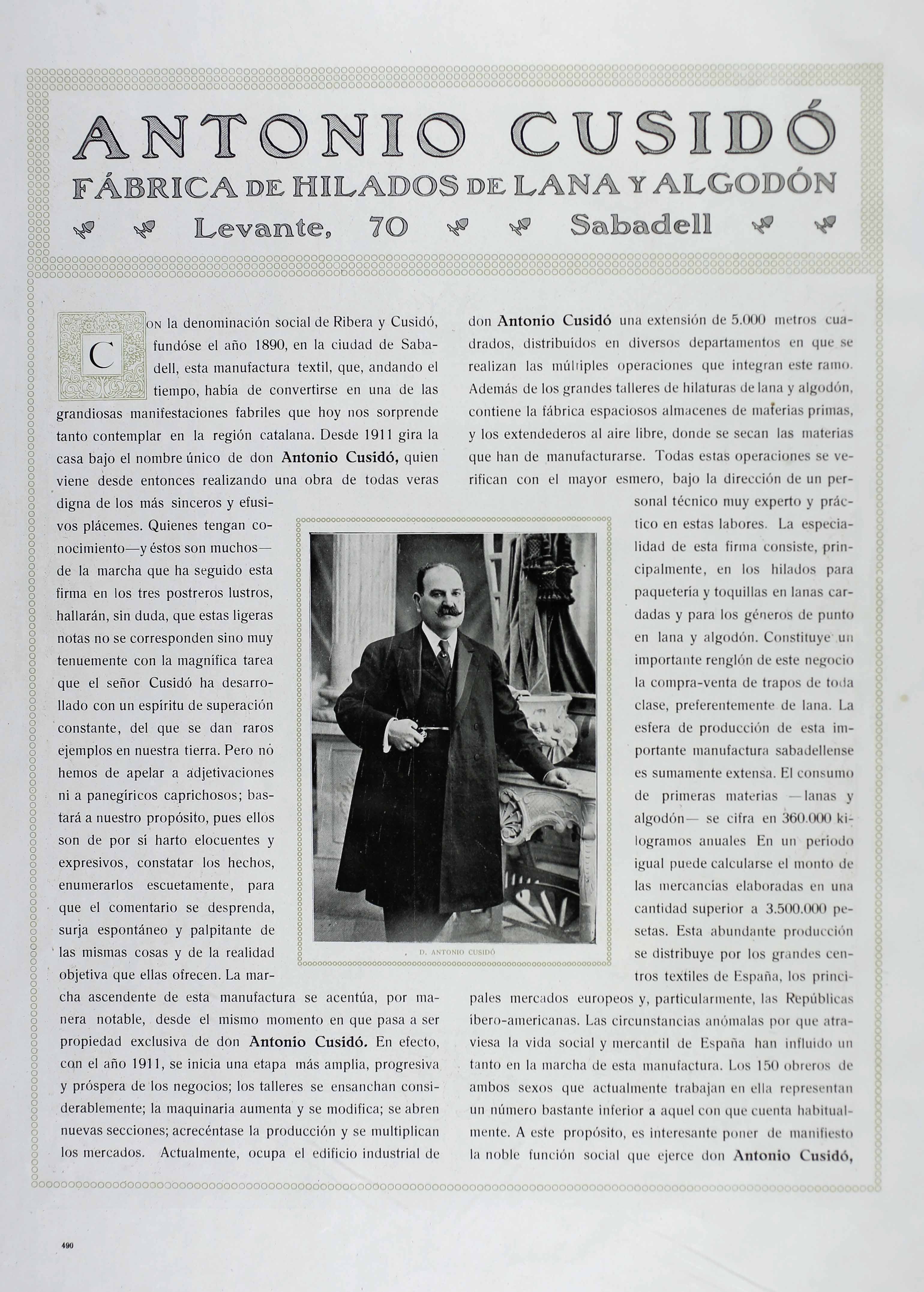
Article dedicat a Antoni Cusidó i Cañellas, extret del Libro de oro del comercio, navegación, industria y banca de España, Barcelona: [s.n.], 1921, p. 490 (autor desconegut / cedit per Lluís Fernàndez López, AHS).

Durant la dictadura de Primo de Rivera, tornà a l'Ajuntament com a tinent d'alcalde, regidor de Foment, encarregat de les obres públiques. En el seu pas per la regidoria es va projectar el Mercat Central al camp de la Sang, s'enllestí un pla general de clavegueres i enllumenat, es van arranjar molts carrers, es reformà l'Escorxador i es va electrificar la línia de ferrocarril de Barcelona a Manresa. Es va retirar de l'activiat industrial i política l'any 1925.
El 1957, l'ajuntament presidit per Josep Maria Marcet va acordar donar el nom d'Antoni Cusidó al que fins aleshores era carrer de les Basses, el qual delimita pel sud l'actual plaça nova que s'hi ha urbanitzat l'any 2019.

## El vapor d'en Cusidó: el darrer vapor de la Creu Alta
Cap a l'any 1903, els Ribera - Cusidó consten amb una filatura establerta en unes naus de l'antic vapor de Miquel Arqué i Vidal (1894-1895), en l'illa urbana situada entre els carrers actuals del Montseny, Montllor i Pujal, Antoni Cusidó i Sant Miquel, de Sabadell. Aquell establiment industrial pertanyia a la pedania de Sant Vicenç de Jonqueres, de l'antic terme municipal de Sant Pere de Terrassa, fins l'annexió del 1904 al municipi de Sabadell. El vapor de Miquel Arqué es dedicava principalment als regenerats de llana (drapaires) i fou una obra de l'enginyer sabadellenc Narcís Nonell i Sala, mentre que l'ampliació feta l'any 1899 anà a càrrec de mestre d'obres Rafael Estany i Casals. Per problemes financers la seva activitat industrial va cessar el 1902 i la propietat passà a mans del Banc de Sabadell.

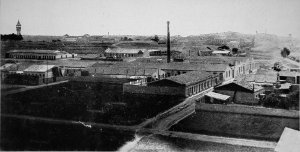
Vista general de la fàbrica d'Antoni Cusidó (filatura i regenerats de llana), any 1921. Imatge extreta del Libro de oro del comercio, navegación, industria y banca de España, Barcelona: [s.n.], 1921, p. 489 (autor desconegut / cedit per Lluís Fernàndez López, AHS).

El complex industrial anà creixent entre els anys 1910-1912 amb noves naus i instal·lacions, en les obres de les quals hi intervingué l'arquitecte sabadellenc Josep Renom i Costa. L'any 1911 Antoni Cusidó havia deixat la seva societat amb Fermí Ribera, i s'establí per compte propi, i va ser ell l'empresari que va culminar la urbanització industrial d'aquest solar i qui va acabar donant-li el nom que ha perviscut en la memòria dels veïns i veïnes. A partir de mitjans dels anys 1920 les activitats industrials d'aquest conjunt continuaren a càrrec de diferents arrendataris, i s'hi anaren establint diverses empreses, bàsicament dedicades a la indústria llanera. L'activitat industrial de l'antic vapor va cessar a principis dels anys 1980, i el conjunt edificat fou enderrocat l'any 2011 degut al seu estat ruïnós. Prèviament fou estudiat i analitzat arquitectònicament, històricament i patrimonialment, i l'any 2018, coincidint amb les obres de nova urbanització, es va fer l'oportuna intervenció arqueològica.

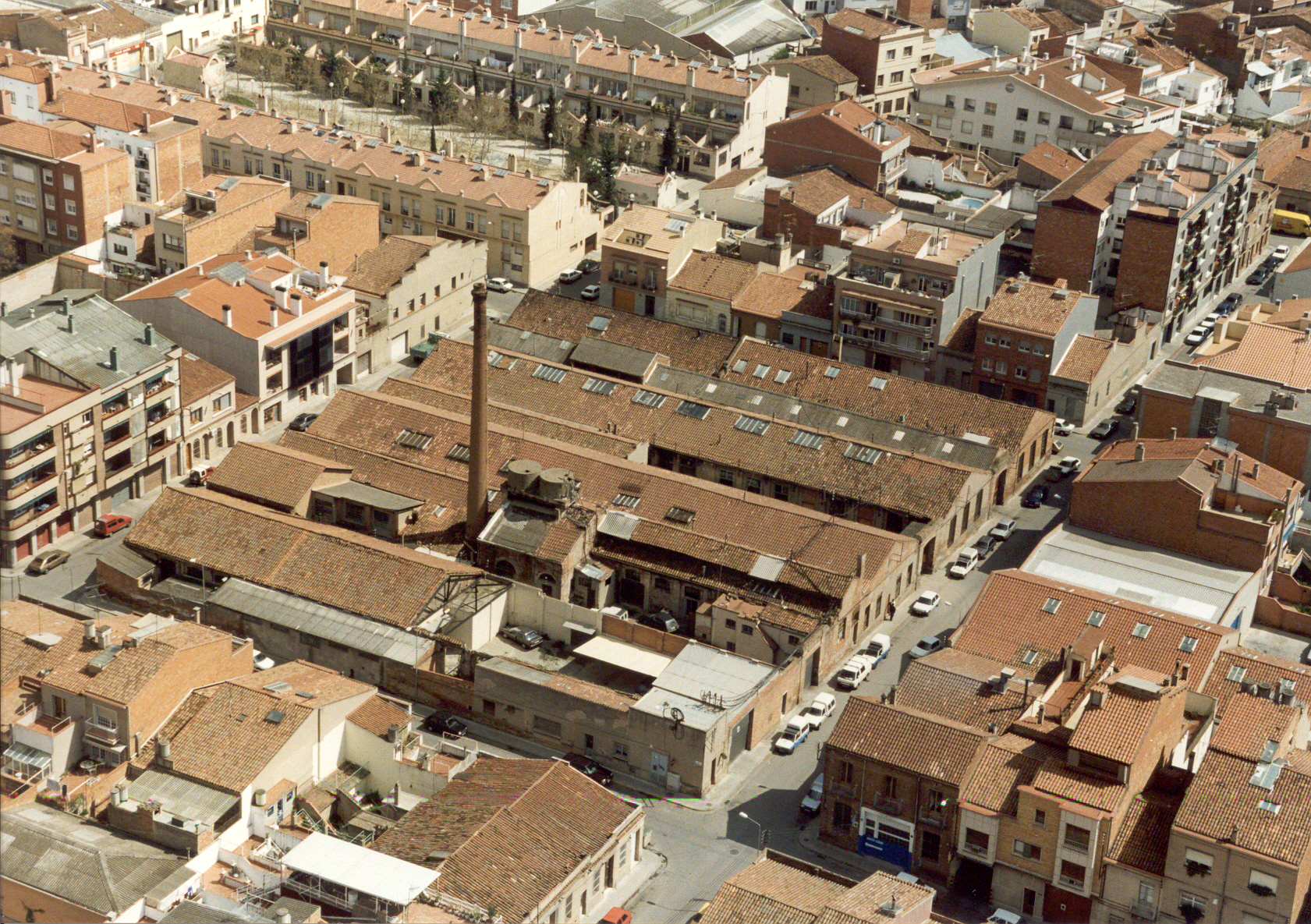
Fotografia aèria del vapor d'en Cusidó. Sabadell, 1996 (Andreu Masagué / Ajuntament de Sabadell).

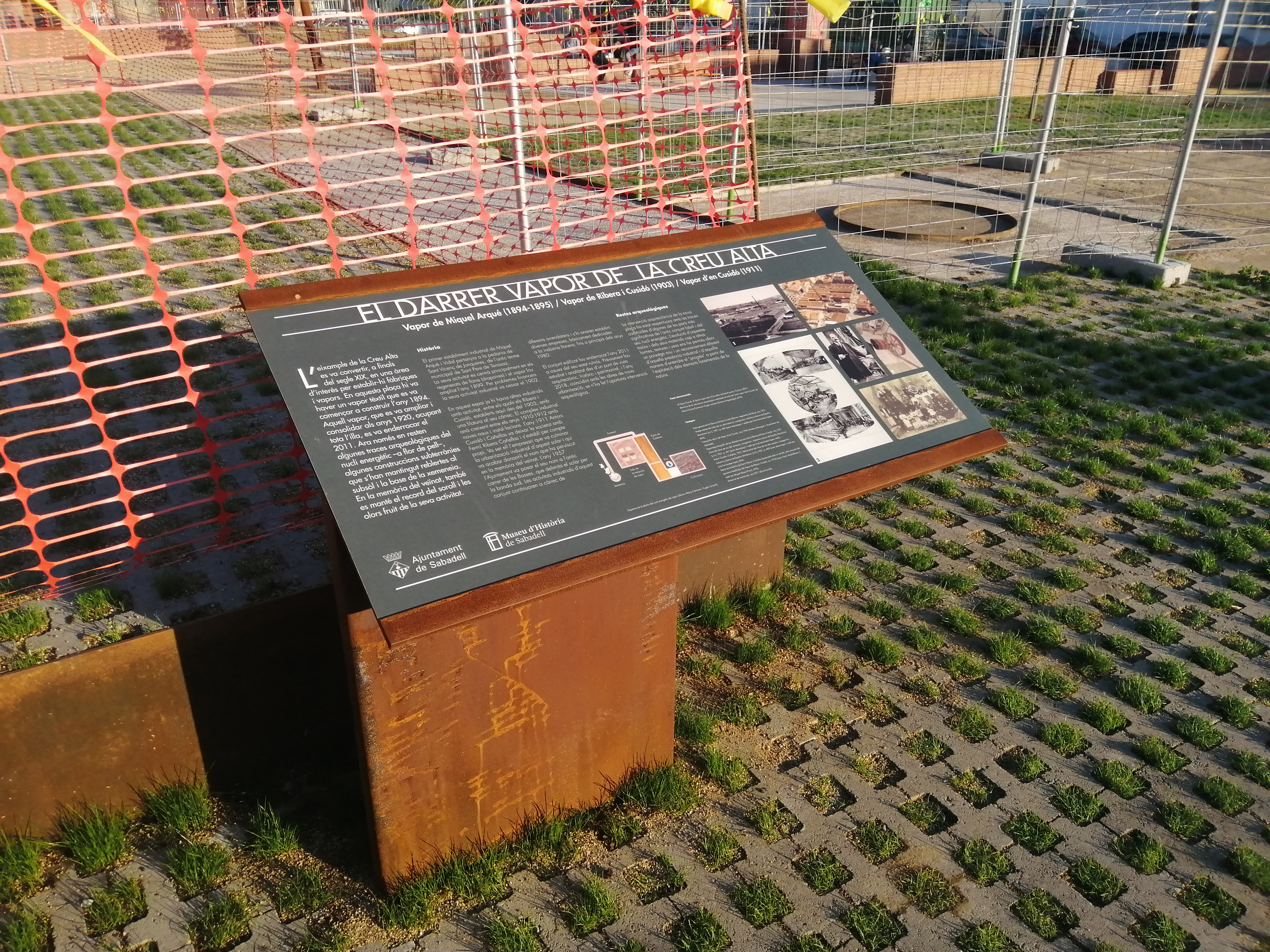
Senyal patrimonial amb la informació històrica de l'antic Vapor d'en Cusidó (Genís Ribé - Ajuntament de Sabadell / Museu d'Història de Sabadell). 2019.

El projecte arquitectònic de la nova plaça ha estat respectuós amb les traces construïdes d'algunes de les parts més significatives de l'accés al pati interior de l'antic vapor i de les estructures relacionades amb el seu nucli energètic, tot plegat de finals del segle xix. Així es poden trepitjar les llambordes del carrer d'entrada original, i observar les restes arqueològiques del llocs on hi havia les carboneres, la caldera i la sala de la màquina de vapor, així com també la boca del pou d'aigua i la base de la xemeneia. Tots aquests elements estan explicats en un senyal patrimonial amb la informació històrica d'aquest antic espai industrial, instal·lat der l'Ajuntament de Sabadell i el Museu d'Història de Sabadell.